# Stjernøya
Stjernøya (nordsamiska: Stierdná) är en ö i Finnmark fylke i norra Norge. Ön är avskild från ön Seiland i öst av Rognsundet, från nord från Sørøya av Sørøysundet och från syd av Stjernsundet. Den är delad mellan de tre kommunerna Alta, Hasvik och Loppa. 
Ön hade 80 invånare 2012, vilka samtliga bodde i den del av ön som hör till Alta kommun. Det finns ett stenbrott på ön.

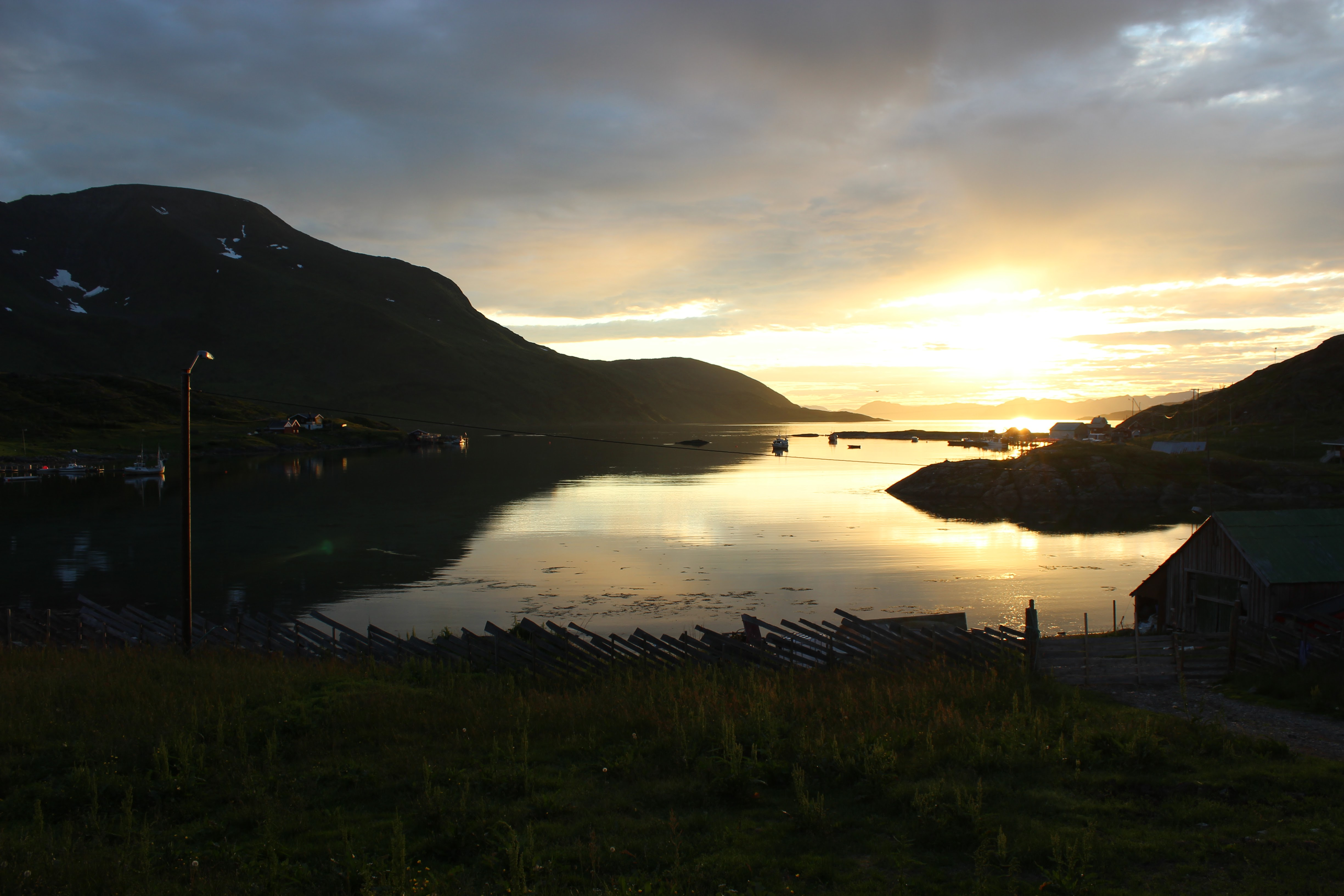
Pollen på Stjernøya.